# Penadas por la Ley
Penadas por la Ley es una  banda de punk rock de La Plata, Argentina, actualmente afincada en Bilbao, Euskadi. Originariamente estaba integrada solo por mujeres impulsadas por Fabiana en 1993. Y aunque en la actualidad es una banda mixta, sigue liderada por Fabiana junto con Natalia, bajista y guitarrista respectivamente. En sus treinta años de historia, la agrupación argentina ha publicado cinco discos de estudio y ha participado en varios álbumes recopilatorios de países de América y Europa.

## Los comienzos
Penadas por la Ley se constituyó en julio de 1993 en La Plata. En sus primeros años, la formación incluía a cuatro miembros, pero pocos meses después de su nacimiento sufrieron la salida de Andrea, la cantante principal. Entonces, Fabiana, quien desempeñaba el papel de bajista, asumió también las labores vocales. Las restantes integrantes eran su hermana Rosana (conocida como Rocky Penadas), en la batería y Flavia a cargo de la guitarra.
El trío debutó en 1993 en el local El Sótano, ubicado en la calle 47, de La Plata. Tras demostrar su valía en su ciudad natal, las llamaron para actuar por primera vez en Buenos Aires. Allí fueron vistas por Billy Diaz, el guitarrista que formó parte de Flema, y que por aquella época trabajaba como asistente del productor Jorge Ibarruela de Sick Boy Records, en el recopilatorio 'Sick Boy'.
Diaz las recomendó para participar en el álbum 'Sick Boy'. Penadas por la Ley colaboró en los temas “¿Por qué será?”, “Vos sos la autoridad” y “Cerebros vacíos”. De esta última canción, se produjo el primer y único videoclip oficial de esa época, dirigido por Andrés Irigoyen. La grabación se realizó en La Plata, en La Catedral y en una fábrica abandonada, con el propósito de promocionar el compilado Sick Boy. El videoclip fue transmitido en Much Music, pero posteriormente quedó archivado y olvidado, hasta que fue recuperado y subido muchos años después a la cuenta oficial de Penadas por la Ley en YouTube.

### Influencias musicales
Bajo la influencia de bandas como Ramones, Sex Pistols y Metallica, la agrupación femenina constituyó un estilo característico marcado por el punk y el rock de los años 90.

Desde sus inicios, Penadas por la Ley ha compuesto sus propias canciones abordando temáticas sociales hablando de injusticias o prohibiciones. 
"Es una forma de descargarte, escribiéndola y cantándola después" - Rosana en Oprimiendo a las masas (1994)
En la actualidad, siguen escribiendo letras bajo la misma premisa. Se inspiran en la realidad que las rodea, poniendo un foco especial al lugar que ocupan las mujeres en la sociedad: "mujeres trabajadoras, madres, y tras cruzar el charco como mujeres inmigrantes, madres inmigrantes".

### El nombre del grupo
La elección del nombre se hizo tras unas votaciones presidenciales. Así lo contaba Fabiana en una entrevista realizada en 2013 por Emakume & Roll:
"Cuando formamos el grupo allá por 1993, mi hermana (que era la batería en ese momento) no había votado nunca. En Argentina el voto es obligatorio y tienes que demostrarlo, justificarlo. Entonces ocurrió una anécdota muy graciosa, porque un policía que fue a donde ella trabajaba le dijo: “Usted está penada por la ley”. Hoy, en la democracia argentina, el voto sigue siendo obligatorio."- Fabiana

### Cambios en la formación
En 1995, Flavia, la guitarrista del grupo, decidió abandonar la banda. En este contexto, se sumó al grupo Natalia Pérez Burgos (conocida actualmente como Naty Penadas). Naty era una joven amante del punk que tocaba en el grupo Anti Sistemas y fan de Penadas por la Ley, que siempre había soñado formar parte de un grupo de mujeres.
"Yo conocí a Penadas por un recopilatorio que salió 1994 del sello Sick Boy Records. (...) Llevaba tiempo buscando grupos punks de chicas para escuchar y a nivel Argentina no había nada, tampoco chicas que quisieran formar un grupo, ¡Y menos Punk!" - Naty Penadas en Insonoro (2013)
A día de hoy, la banda sigue compuesta por Fabiana (voz y bajo) y Naty (guitarra y coros) aunque ha habido varios cambios en la batería, además de nuevos miembros. Convirtiendo a Penadas por la ley en un grupo mixto.

## Traslado a Bilbao
En 2001 el grupo decidió cruzar el Atlántico e instalarse en Bilbao. Hacía tiempo que Fabi y Naty seguían de cerca el panorama musical de Euskadi. Compraban cintas pirata de La Polla Records, Eskorbuto,Barricada, o Kortatu, entre otros, en el parque Rivadavia (en Buenos Aires). Cuando tuvieron que decidir destino para empezar una nueva vida en busca de oportunidades, lo tuvieron claro.
Naty: "Digamos que todo lo que había por aquí (en el País Vasco) en los 80, movilizaciones, actividad, conciertos (...) soñaba con ver conciertos en Euskal Herria, ir a un bar y poder escuchar grupos que me gusten."

Fabi: "Nos trajo la música que escuchábamos como dice Naty, (...) soñábamos con verlos…y aunque llegamos tarde para algunos grupos que ya estaban disueltos, alucinamos con los demás…"
Los primeros días en Bilbao fueron como una montaña rusa, fueron a conciertos, hicieron amigos pero también tuvieron que aceptar malos trabajos, gestionar largas burocracias y adaptarse al clima gris y húmedo de la ciudad vizcaína.
No obstante, en cuanto se ubicaron, la banda comenzó a tocar por toda la península en gaztetxes, locales, salas y festivales de rock. Un ejemplo de ello son su participación en el Iruña Rock, el Ehuneko Bat o el Azkena Rock.
En 2003 Penadas por la ley grabó cuatro temas nuevos producidos por Fernando Madina de Reincidentes. La grabación se realizó en los Estudios La Alameda de Sevilla, y estaba destinada a formar parte de un nuevo disco. Sin embargo, esas canciones finalmente formaron parte del bonus track del álbum 'Sueña, vive & peka' (2012).
Este mismo año, participaron en un tributo a Kortatu, grabando junto a los cántabros Kaskarriak, el tema 'Gernika' (en euskera) editado por Coche Bomba Records (USA).
La vida fuera del grupo, con horarios distintos y la maternidad de Fabiana, puso en pausa la carrera del grupo a mediados de los 2000. Sin embargo, con una amistad de hierro entre Fabi y Naty, la banda ha continuado activa con rotaciones en los miembros más allá del dúo.
En la actualidad, aún con la maternidad de Naty en 2022, Penadas por la Ley sigue en activo, reivindicando la figura de las mujeres en los escenarios de Euskadi, el estado español y el resto del mundo. Denunciando que ésta sea sujeto de discriminación y foco de violencia machista.

## Penadas por la Ley y el feminismo
Si por algo se caracteriza Penadas por la Ley, es por su compromiso con la lucha feminista. Su propio nacimiento, siendo un grupo rockero formado exclusivamente por mujeres, ya fue en su momento una declaración de intenciones. 
Desde entonces y hasta la actualidad, en cada uno de sus discos no falta algún tema que haga referencia a la denuncia del patriarcado, y a defender la libertad de las mujeres en temas como ‘No es No’ o ‘Invisibles’.

En alguna ocasión el dúo argentino ha hablado de la necesidad de normalizar y visibilizar la presencia de las mujeres en el espacio punk-rock. Además, han señalado que cantar sobre feminismo dentro del género “es una asignatura pendiente”. 
“Creo que hay mucho “postureo” y a los “machos” les cuesta mucho hablar de estos temas por temor a que los tilden de gays o vaya a saber que piensan” - Naty Penadas
Lo cierto es que la inclusión de los grupos de punk-rock formados por mujeres o personas del colectivo suele ser poco habitual en festivales. Como respuesta, en Penadas por la Ley decidieron buscar bandas locales que tuvieran mínimamente una mujer en su formación para que las acompañase en sus conciertos. 

Otra de las cuestiones que siempre han defendido es que la libertad femenina aunque “es muy difícil, no es imposible”. 
“Mi familia me educó para ser una esposa perfecta según los cánones de la sociedad, y sin embargo, llevo mucho tiempo luchando y haciendo lo que me gusta, respetando mis tiempos. - Fabiana

"Yo no dejo de deconstruirme cada día, y luchar contra esa educación que traemos arraigada y muchas veces nos hace utilizar lenguajes ofensivos y no comprender otros modelos de sociedad, etc.” - Naty

## Discografía

### Primer disco: ¿Sexo débil? (1996)
En 1996, grabaron su primer disco '¿Sexo débil?' convirtiéndose en el primer grupo de punk rock femenino en editar de manera independiente un disco en Argentina. Más tarde, el álbum cruzaría las fronteras argentinas llegando a Brasil, Japón, Francia, Portugal y España.
El disco contaba con nueve canciones originales y cinco más en un bonus track con canciones grabadas en vivo. Fue producido por la discográfica Rotthennes Records. En la portada, podemos ver a una versión punky de Lisa Simpson vestida con una camiseta negra con el logo de anarquía y dibujada al estilo noventero de la famosa serie de televisión.

#### ¿Sexo débil?: Canciones
1. Introducción - 1:36
2. El Quintero - 2:13
3. Juan - 2:47
4. Generación Masakrada - 3:08
5. La piel (escrita por Psikotikos) - 2:51
6. Poder de cerdos - 1:44
7. Carlos 95'...99' - 3:43
8. Puta Sociedad - 2:12
9. Es un crimen (escrita por Eskorbuto) - 2:23
10. Negociando tu futuro - 1:47
11. Manotas - 3:22
12. Somalia - 3:11
13. Por que sera? - 2:01
14. Víctima / Harto - 7:22[17]

### Segundo disco: Sueña, Vive & Peka (2012)
Con la llegada de Maider (batería) a la banda, el grupo logró establecerse de manera más consolidada para trabajar en su segundo álbum de estudio 'Sueña, Vive & Peka' publicado en 2012.
Este nuevo disco contiene catorce canciones. Los diez primeros temas, fueron producidos por Martín Guevara y grabados en mayo de 2012 en Silver Sounds Studios en Bilbao. Las otras cuatro, como se adelantaba con anterioridad, formaron parte del bonus track del disco y fueron grabadas en 2003 en Sevilla bajo la producción de Fernando Madina.
En este disco se lanzaron a introducir por primera vez una canción en euskera con el tema 'Bidegurutzea' (traducido significa cruce de caminos).
Con este disco llegó la gira de presentación por toda la península española, además de hacer una gira por México. Penadas por la ley recorrió siete ciudades aztecas pasando por D.F., Monterrey, o San Luis de Potosí.
A su regreso de México, Maider, la batería, decidió dejar el grupo. En su lugar, llegó Galder, en septiembre de 2013 aportando un nuevo aire a la banda.

#### Sueña, Vive & Peka: Canciones
1. Dominador? - 2:14
2. Sobrevivir - 2:42
3. Pako - 4:01
4. Bidegurutzea - 2:13
5. Demasiado - 2:56
6. Atrakanevera - 2:33
7. Sueña, Vive & Peka - 3:07
8. Guerrera - 3:07
9. 5 Sentidos - 3:00
10. Buitres - 3:46
11. Más De Lo Mismo - 2:54
12. Robos - 2:22
13. Palos, Balas y Gas - 2:57
14. Esclav@ De Tu Destino - 4:19[19]

### Tercer disco: Hirugarrena (2014)
'Hirugarrena' que significa 'el tercero' en euskera fue justamente el tercer trabajo discográfico de Penadas por la Ley que vio la luz en octubre de 2014. El proyecto salió adelante a través de un crowdfunding.
En total, recoge 10 nuevas canciones entre las que se encuentra 'No es no' la canción feminista más famosa de la banda. El tema tuvo su propio videoclip dirigido por Alba Vidal (aka. Koala Rabioso), y fue grabado en Bilbao. Vidal también diseñó la portada y la contraportada del disco.

Otro tema que también tuvo videoclip fue 'Invisibles'. El vídeo se realizó entre junio y agosto de 2016 y fue producido por Koalak Studios. Se estrenó el 7 de septiembre de 2016 y fue compartido en el canal de YouTube de Penadas por la Ley. La canción, expone al patriarcado y defiende los derechos de las mujeres. 
Letra: "Solas podemos, contra el verdugo, solas podemos ¡derribar muros!"(Fragmento de 'Invisibles')
Este nuevo disco fue producido, grabado y mezclado por Ernesto Maestro. El bajo, las guitarras y las voces se grabaron en los estudios Arrisound y la batería en el estudio Xabi Road, ambos ubicados en Bizkaia. El máster lo realizó Óscar Radio-Clash en Streamline Mastering.

#### Hirugarrena: Canciones
1. No es No - 2:19
2. Tu Suerte - 2:02
3. Invisibles - 2:16
4. Traidor - 2:21
5. Despierta - 1:57
6. Monedas De Cambio - 2:18
7. Real DeKreto - 1:25
8. Guillotina - 2:30
9. Aborto Libre - 1:41
10. No Control - 2:03[22]

### Cuarto disco: Malos tiempos para la libertad (2017)[23]
El 14 de septiembre de 2017, se publicó el cuarto disco de Penadas por la Ley. Bajo el título 'Malos tiempos para la libertad' recoge diez nuevas canciones grabadas en Sonica Studio. Óscar Martínez mezcló y produjo el álbum que fue masterizado en Streamline Mastering entre marzo y abril del 2017 en Novelda (Alicante).
El grupo, quiso reflejar con este nuevo disco cierta evolución, llegando a un sonido más melódico. Fue buscando ese nuevo sonido que Naty se lanzó a cantar más en primer plano.
El diseño de la portada y la contraportada estuvo a cargo del ilustrador mexicano Benjamin Estrada. Para la imagen de este nuevo disco se utilizó la ilustración de una mujer tatuada y con cresta sujetando una guitarra. Mostrando el lado más empoderado y punky del grupo.
La única canción que tuvo videoclip fue 'Malos tiempos para la libertad' que fue dirigida por Alba Vidal y producida por Koalak Studios. El rodaje se realizó entre junio y agosto de 2017 en una nave industrial abandonada de Bilbao.

#### Malos tiempos para la libertad: Canciones
1. No nos vamos a callar - 2:38
2. Tumbas en el mar - 2:50
3. Malos tiempos para la libertad - 2:15
4. Mi libertad - 2:58
5. No Gender - 2:04
6. Ciegas y ciegos - 3:04
7. Lejos - 3:14
8. El miedo - 1:14
9. Refugiados - 3:01
10. La lucha es el camino - 1:08[25]

### Quinto disco: Iraultza Gara (2021)
El hasta la fecha último disco de estudio de Penadas por la Ley Iraultza Gara ("Somos Revolución" en castellano) es el quinto EP de la banda Penadas por la Ley, lanzado en 2021 mediante una campaña de crowdfunding apoyada por más de 140 personas. 
Este EP, que celebra 25 años de lucha musical y social de la banda, fue grabado en O.S.Records de Alicante bajo la producción de Óscar Streamline. Contiene seis temas de Punk Rock con letras comprometidas que abordan temas sociales y denuncian injusticias.
"Iraultza Gara", compuesto en euskera , critica el conservadurismo con una energía punk hardcore; "1995" es el primer tema en inglés del grupo, con la colaboración de Ian McLaren en la transcripción y los coros; "Memoria Activa" es un grito contra las injusticias y el fascismo, promoviendo la unidad en la lucha; "No Quiero Ser Como Vos" rechaza la conformidad y el consumismo con un estilo hardcore potente; "Rabia y Sangre", con la colaboración de Mara Junior, denuncia el abuso de poder por parte de las autoridades; y "Arde" es un tema rápido y directo que refleja la rabia contra las instituciones opresivas.

#### Irautza Gara: Canciones
1. Irautza Gara - 2:16
2. 1995 - 3:05
3. Memoria Activa - 3:23
4. No quiero ser como voz - 1:46
5. Rabia y Sangre - 1:24
6. Arde - 1:23